# Cesara
Cesara este o comună aflată în provincia Verbano-Cusio-Ossola din Italia. În 2011 avea o populație de 599 de locuitori.

## Demografie
Cesara - evoluția demografică

|  | Graficele sunt indisponibile din cauza unor probleme tehnice. Mai multe informații se găsesc la Phabricator și la wiki-ul MediaWiki. |

Date: Recensăminte sau birourile de statistică - grafică realizată de Wikipedia